# أرابيد

رجل بدوي مصري ذو ملامح عربية وحامية مختلطة.

أرابيد أو العرق الشرقي ويعرف أيضاً بالعرق العربي. هو مصطلح استعمل تاريخياً للإشارة إلى عرق معين من العرق القوقازي كما كان معروفا في علم الإنسان الفيزيائي.

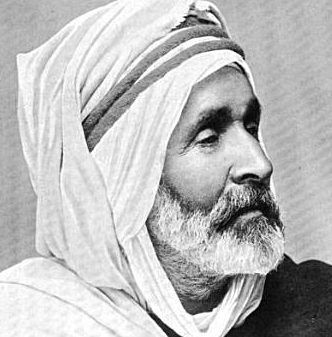

## التوزيع
يعتقد أن أصول العرق العربي تعود إلى الجزيرة العربية واليمن والذي ما زال شائع هناك. أيضا يشيع ذلك الجنس في منطقة دمشق في الشرق الأوسط ويعتبر عنصر ثانوي في منطقة غرب آسيا. يعرف العرق العربي بأرابويد في الطب الشرعي وعلم الإنسان.
ويتركّز العرق العربي بهذا المعنى في منطقة الجزيرة العربية، وهم في الغالب من النوع العربي الكلاسيكي، وفي المناطق المتاخمة للهضبة الإيرانية، وهناك اندماج للعرق العربي مع العرق الإيراني الأفغاني. أما سكّان الشام فهم الذين استعربوا بعد الفتوحات الإسلامية، ورغم اندماجهم بالعرق العربي القادم من شبه الجزيرة العربية، إلا أن ملامحهم المختلفة المتمثلة بالعيون الزرق أو الخضر والبشرة الفاتحة ولون الشعر الملون وليس الأسود تجعلهم مختلفين من الناحية العرقية عن تعريف العرق العربي الكلاسيكي. أما في شمال إفريقيا فهناك اختلاط للعرق العربي بالأعراق الأفريقية أو الأمازيغية.

## المظهر الخارجي
يتميز العرق العربي عن العرق الغرب متوسطي بعدد من الخصائص البسيطة والتي تشمل العيون ذوات الشكل اللوزي، لون الشعر الداكن، الابتسامة السامية (تتميز بقواطع عميقة البروز)، لون البشرة المائل من لون زيتوني إلى داكن إضافة إلى، ولكن ليس دائما، أنف بارز ومعقوف. في السابق كان يصنف الأرابيد على أنه جنس من ضمن أو تحت السايريد والموجود بكثرة ضمن المزارعين في منطقة الهلال الخصيب.